# Rugby Nova Scotia
 Rugby Nova Scotia  ou fédération de rugby à XV de Nouvelle-Écosse, est une fédération  de rugby à XV canadienne. 
Elle administre la pratique du rugby à XV en Nouvelle-Écosse, province du Canada. La Men's Division 1 représente le niveau le plus élevé du rugby en Nouvelle-Écosse, suivie par la Men's Division 2, dénommée également Shannon Cup, et la Men's Division 3.

## Liste des clubs masculins

### Men's Division 1
- Enfield RFC             
  - Date de création : 2007
  - Ville : Enfield
- Halifax Tars                                           
  - Date de création : 1974
  - Ville : Halifax
- Halifax RFC    
  - Date de création : 1958
  - Ville : Halifax
- PEI Mudmen 
  - Date de création : 1977
  - Ville : Charlottetown

### Men's Division 2
| - Darmouth Pigdogs - Date de création : 2002 - Ville : Dartmouth - Caledonia RFC - Date de création : 1906 - Ville : Glace Bay - PEI Mudmen A - Date de création : 1977 - Ville : Charlottetown - Halifax Tars A - Date de création : 1974 - Ville : Halifax | - Pictou RFC - Date de création : 1971 - Ville : New Glasgow - Valley Bulldogs RFC - Date de création : 1987 - Ville : Coldbrook - Truro Saints - Date de création : 1975 - Ville : Truro - Windsor Hants County Machine - Date de création : 2008 - Ville : Windsor |

### Men's Division 3
- Eastern Shore RFC                   
  - Date de création : 2009
  - Ville : Musquodoboit
- Enfield RFC A            
  - Date de création : 2007
  - Ville : Enfield
- Riverlake RFC                                           
  - Date de création : 2006
  - Ville : Fall River
- Halifax RFC A  
  - Date de création : 1958
  - Ville : Halifax
- Pictou RFC A                
  - Date de création : 1971
  - Ville : New Glasgow

## Palmarès de laMen's Division 2
| Saison | Vainqueur  | Score       | Finaliste    |
| ------ | ---------- | ----------- | ------------ |
| ...    | -          | -           | -            |
| 2010   | -          | -           | -            |
| 2011   | -          | -           | -            |
| 2012   | -          | -           | -            |
| 2013   | -          | -           | -            |
| 2014   | Pictou RFC | -           | Truro Saints |
| 2015   | Truro      | Round-robin | Pigdogs      |
| 2016   | -          | -           | -            |

## Palmarès de laMen's Division 3
| Saison | Vainqueur  | Score       | Finaliste         |
| ------ | ---------- | ----------- | ----------------- |
| ...    | -          | -           | -                 |
| 2010   | -          | -           | -                 |
| 2011   | -          | -           | -                 |
| 2012   | -          | -           | -                 |
| 2013   | -          | -           | -                 |
| 2014   | -          | -           | -                 |
| 2015   | Pictou RFC | Round-robin | Eastern Shore RFC |
| 2016   | -          | -           | -                 |